# Formazioni di 1. Bundesliga tedesca di pallavolo femminile 2011-2012
Formazioni delle squadre di pallavolo partecipanti alla stagione 2011-2012 del campionato di 1. Bundesliga tedesca.

## Alemannia
| N° | Nome                | Ruolo | Data di nascita   | Nazionalità sportiva |
| -- | ------------------- | ----- | ----------------- | -------------------- |
| -  | Stefan Falter       | All   | 17 aprile 1965    | Germania             |
| 1  | Simone Legerstee    | L     | 27 giugno 1986    | Paesi Bassi          |
| 2  | Lucy Wicks          | P     | 20 marzo 1982     | Regno Unito          |
| 3  | Karen Lißon         | P     | 9 luglio 1991     | Germania             |
| 4  | Anke Borowikow      | C     | 13 dicembre 1986  | Germania             |
| 5  | Ciara Michel        | C     | 7 febbraio 1985   | Regno Unito          |
| 8  | Jana Franziska Poll | S     | 7 maggio 1988     | Germania             |
| 9  | Laura Feldmann      | S/O   | 15 settembre 1990 | Germania             |
| 10 | Linda Büsscher      | C     | 27 aprile 1993    | Germania             |
| 11 | Amanda Dowdy        | S     | 5 maggio 1990     | Stati Uniti          |
| 13 | Karolína Bednářová  | S     | 20 luglio 1986    | Rep. Ceca            |
| 14 | Barbara Dégi        | S/O   | 29 novembre 1983  | Ungheria             |
| 15 | Angelina Grün       | S/O   | 2 dicembre 1979   | Germania             |

## Fischbek
| N° | Nome                 | Ruolo | Data di nascita   | Nazionalità sportiva |
| -- | -------------------- | ----- | ----------------- | -------------------- |
| -  | Jean-Pierre Staelens | All   | 2 dicembre 1955   | Belgio               |
| 1  | Lousiane Penha Souza | S     | 30 luglio 1985    | Brasile              |
| 2  | Mareike Hindriksen   | P     | 14 novembre 1982  | Germania             |
| 3  | Eva Michalski        | S     | 15 dicembre 1998  | Germania             |
| 4  | Rachel Bragg         | S/O   | 11 dicembre 1984  | Regno Unito          |
| 7  | Paulina Gomulka      | S/O   | 9 marzo 1984      | Polonia              |
| 8  | Julija Stojanova     | S     | 22 luglio 1985    | Bulgaria             |
| 9  | Julia Hero           | S     | 20 ottobre 1992   | Germania             |
| 10 | Julie Jášová         | L     | 14 settembre 1987 | Rep. Ceca            |
| 11 | Kim Staelens         | P     | 7 gennaio 1982    | Paesi Bassi          |
| 13 | Imke Wedekind        | C     | 23 giugno 1984    | Germania             |
| 16 | Saskia Radzuweit     | S     | 12 maggio 1991    | Germania             |
| 17 | Cindy Ramírez        | C     | 6 maggio 1989     | Colombia             |

## Bayer Leverkusen
| N° | Nome              | Ruolo | Data di nascita  | Nazionalità sportiva |
| -- | ----------------- | ----- | ---------------- | -------------------- |
| -  | Zhou Zhongyu      | All   | -                | Cina                 |
| 1  | Sandra Ferger     | L     | 14 agosto 1991   | Germania             |
| 3  | Laura Walsh       | C     | 24 novembre 1990 | Germania             |
| 4  | Anna Hoja         | S     | 25 marzo 1992    | Germania             |
| 5  | Katharina Molitor | C     | 8 novembre 1983  | Germania             |
| 6  | Annika Lambers    | S     | 10 luglio 1992   | Germania             |
| 7  | Anna Karthaus     | S     | 18 ottobre 1991  | Germania             |
| 8  | 'Melanie Verheyen | S/O   | 22 luglio 1989   | Germania             |
| 9  | Isabel Schneider  | S     | 15 luglio 1991   | Germania             |
| 10 | Pia Weiand        | P     | 24 novembre 1992 | Germania             |
| 12 | Julia Lambertz    | L     | 14 gennaio 1994  | Germania             |
| 13 | Lena Verheyen     | S/O   | 9 aprile 1991    | Germania             |
| 15 | Jennifer Pettke   | C     | 29 maggio 1989   | Germania             |

## Dresdner
| N° | Nome                | Ruolo | Data di nascita  | Nazionalità sportiva |
| -- | ------------------- | ----- | ---------------- | -------------------- |
| -  | Alexander Waibl     | All   | 20 marzo 1968    | Germania             |
| 1  | Silvia Sperl        | S     | 2 ottobre 1991   | Germania             |
| 2  | Mareen Apitz        | P     | 26 marzo 1987    | Germania             |
| 3  | Friederike Thieme   | C     | 16 aprile 1987   | Germania             |
| 4  | Stefanie Karg       | C     | 22 ottobre 1986  | Germania             |
| 5  | Kerstin Tzscherlich | L     | 16 febbraio 1978 | Germania             |
| 6  | Judith Pietersen    | S/O   | 3 luglio 1989    | Paesi Bassi          |
| 7  | Stephanie Kestner   | S     | 29 marzo 1986    | Germania             |
| 8  | Nicole Schröber     | S/O   | 28 dicembre 1988 | Germania             |
| 9  | Tesha Harry         | C     | 24 gennaio 1981  | Stati Uniti          |
| 11 | Grit Müller         | S     | 2 marzo 1984     | Germania             |
| 12 | Femke Stoltenborg   | P     | 30 luglio 1991   | Paesi Bassi          |
| 14 | Anna Cmaylo         | S/O   | 14 novembre 1986 | Germania             |
| 15 | Robin de Kruijf     | C     | 5 maggio 1991    | Paesi Bassi          |
| 16 | Katharina Schwabe   | S     | 29 aprile 1993   | Germania             |
| 17 | Anne Matthes        | S     | 30 aprile 1985   | Germania             |
| 16 | Magdalena Gryka     | P     | 28 marzo 1994    | Germania             |

## Köpenicker
| N° | Nome               | Ruolo | Data di nascita   | Nazionalità sportiva |
| -- | ------------------ | ----- | ----------------- | -------------------- |
| -  | Gil Ferrer Cutiño  | All   | 11 ottobre 1974   | -                    |
| 1  | Lara Graap         | C     | 23 febbraio 1995  | Germania             |
| 2  | Ilona Dröger       | S     | 11 novembre 1979  | Polonia              |
| 3  | Lucie Veselá       | C     | 1º maggio 1991    | Rep. Ceca            |
| 4  | Elisa Woinowsky    | S     | 20 novembre 1993  | Germania             |
| 5  | Sarah Weiland      | S/O   | 13 agosto 1986    | Stati Uniti          |
| 6  | Josefine Peschel   | L     | 25 ottobre 1994   | Germania             |
| 7  | Sandra Sell        | S     | 24 febbraio 1989  | Germania             |
| 8  | Bianca Meyerink    | C     | 18 settembre 1992 | Germania             |
| 10 | Alicja Leszczyńska | P     | 18 giugno 1988    | Polonia              |
| 11 | Jessica Göpner     | L     | 11 dicembre 1990  | Germania             |
| 12 | Ann-Marie Knauf    | P     | 20 novembre 1992  | Germania             |
| 13 | Laura Hippe        | P     | 24 dicembre 1995  | Germania             |
| 14 | Barbara Garcia     | C/O   | 5 settembre 1990  | Brasile              |
| 15 | Kourtney Edwards   | C     | 19 febbraio 1987  | Stati Uniti          |
| 17 | Pia Riedel         | S     | 9 settembre 1990  | Germania             |
| 18 | Stefanie Golla     | L     | 15 settembre 1985 | Germania             |

## Münster
| N° | Nome               | Ruolo | Data di nascita   | Nazionalità sportiva |
| -- | ------------------ | ----- | ----------------- | -------------------- |
| -  | Axel Büring        | All   | 12 luglio 1967    | Germania             |
| 2  | Hana Čutura        | S     | 10 marzo 1988     | Croazia              |
| 4  | Tess von Piekartz  | P     | 24 luglio 1992    | Paesi Bassi          |
| 5  | Lonneke Slöetjes   | S/O   | 15 novembre 1990  | Paesi Bassi          |
| 6  | Sina Fuchs         | S/L   | 28 settembre 1992 | Germania             |
| 8  | Mindi Wiley        | C     | 24 settembre 1988 | Stati Uniti          |
| 9  | Alisha Ossowski    | S     | 25 marzo 1995     | Germania             |
| 10 | Kristin Kasperski  | S/O   | 1º giugno 1986    | Germania             |
| 11 | Michaela Jelínková | P     | 2 dicembre 1985   | Rep. Ceca            |
| 13 | Andrea Berg        | C     | 24 gennaio 1981   | Germania             |
| 14 | Linda Dörendahl    | L     | 20 luglio 1984    | Germania             |
| 16 | Lea Hildebrand     | C     | 29 giugno 1988    | Germania             |
| 17 | Ines Bathen        | S     | 27 agosto 1990    | Germania             |

## Olympia Berlino
| N° | Nome              | Ruolo | Data di nascita   | Nazionalità sportiva |
| -- | ----------------- | ----- | ----------------- | -------------------- |
| -  | Ana Capote        | All   | -                 | Cuba                 |
| 1  | Carina Aulenbrock | S/O   | 22 settembre 1994 | Germania             |
| 2  | Celin Stöhr       | C     | 22 novembre 1992  | Germania             |
| 4  | Hannah Klemm      | P     | 4 novembre 1993   | Germania             |
| 5  | Nadja Glenzke     | C     | 25 agosto 1995    | Germania             |
| 6  | Jennifer Geerties | S     | 5 aprile 1993     | Germania             |
| 8  | Nele Barber       | S     | 27 ottobre 1994   | Germania             |
| 9  | Lena Gschwendtner | L     | 3 ottobre 1992    | Germania             |
| 11 | Tanja Großer      | S     | 27 novembre 1993  | Germania             |
| 12 | Melanie Keil      | C     | 7 maggio 1994     | Germania             |
| 14 | Denise Imoudu     | P     | 15 dicembre 1995  | Germania             |
| 15 | Jelena Wlk        | S     | 16 aprile 1993    | Germania             |
| 16 | Anika Krebs       | S     | 10 luglio 1993    | Germania             |

## Potsdam
| N° | Nome                          | Ruolo | Data di nascita              | Nazionalità sportiva |
| -- | ----------------------------- | ----- | ---------------------------- | -------------------- |
| -  | Alberto Salomoni Davide Carli | All   | 16 aprile 1966 19 marzo 1983 | Italia               |
| 2  | Janine Hinderlich             | C     | 20 gennaio 1990              | Germania             |
| 3  | Lisa Rühl                     | L     | 22 settembre 1989            | Germania             |
| 4  | Nikol Sajdová                 | C     | 20 luglio 1988               | Rep. Ceca            |
| 5  | Lucía Fresco                  | S/O   | 14 maggio 1991               | Argentina            |
| 6  | Patricia Grohmann             | S     | 27 gennaio 1990              | Germania             |
| 7  | Kristina Bognar               | P     | 3 marzo 1983                 | Ungheria             |
| 9  | Lisa Gründing                 | S     | 2 dicembre 1991              | Germania             |
| 10 | Kristina Schlechter           | S/O   | 19 settembre 1984            | Germania             |
| 11 | Ramona Stucki                 | C     | 25 febbraio 1982             | Germania             |
| 12 | Olga Raonić                   | P     | 31 dicembre 1986             | Serbia               |
| 17 | Laura Weihenmaier             | S     | 4 aprile 1991                | Germania             |
| 18 | Brittany Tillman              | C     | 14 gennaio 1989              | Stati Uniti          |

## Vilsbiburg
| N° | Nome               | Ruolo | Data di nascita  | Nazionalità sportiva |
| -- | ------------------ | ----- | ---------------- | -------------------- |
| -  | Guillermo Gallardo | All   | 2 novembre 1970  | Argentina            |
| 1  | Yessica Paz        | C     | 7 ottobre 1989   | Venezuela            |
| 2  | Lenka Dürr         | L     | 10 dicembre 1990 | Germania             |
| 3  | Mona El-Wassimy    | P     | 7 febbraio 1990  | Germania             |
| 4  | Daniela Lanner     | C     | 10 ottobre 1975  | Brasile              |
| 5  | Lena Möllers       | P     | 6 gennaio 1990   | Germania             |
| 6  | Sandra Ittlinger   | P     | 24 giugno 1994   | Germania             |
| 7  | Renata Benedito    | C     | 11 dicembre 1984 | Brasile              |
| 8  | Jennifer Todd      | C     | 3 febbraio 1985  | Stati Uniti          |
| 9  | Sarah Petrausch    | S     | 31 luglio 1990   | Germania             |
| 11 | Liana Mesa         | S/O   | 26 dicembre 1977 | Cuba                 |
| 12 | Anna Pogany        | L     | 21 luglio 1994   | Germania             |
| 13 | Lina Meyer         | S     | 24 luglio 1984   | Germania             |
| 14 | Lena Stigrot       | S/O   | 21 dicembre 1994 | Germania             |
| 15 | Mirjana Đurić      | S/O   | 14 febbraio 1986 | Serbia               |
| 16 | Myrthe Schoot      | C     | 29 agosto 1988   | Paesi Bassi          |

## Schweriner
| N° | Nome              | Ruolo | Data di nascita   | Nazionalità sportiva |
| -- | ----------------- | ----- | ----------------- | -------------------- |
| -  | Teunis Buijs      | All   | 24 febbraio 1960  | Germania             |
| 1  | Lisa Thomsen      | L     | 20 agosto 1985    | Germania             |
| 2  | Tanja Joachim     | P     | 29 ottobre 1992   | Germania             |
| 3  | Hanne Aas         | C     | 29 febbraio 1988  | Norvegia             |
| 4  | Mira Topic        | S     | 2 giugno 1983     | Croazia              |
| 5  | Krystle Esdelle   | S/O   | 1º agosto 1984    | Trinidad e Tobago    |
| 6  | Julia Retzlaff    | S     | 10 agosto 1987    | Germania             |
| 7  | Patricia Thormann | C     | 9 novembre 1979   | Germania             |
| 8  | Berit Kauffeldt   | C     | 9 luglio 1990     | Germania             |
| 9  | Wiebke Offer      | C     | 18 aprile 1992    | Germania             |
| 10 | Denise Hanke      | P     | 31 agosto 1989    | Germania             |
| 11 | Anne Buijs        | S     | 2 dicembre 1991   | Paesi Bassi          |
| 12 | Anja Brandt       | C     | 15 febbraio 1990  | Germania             |
| 13 | Joana Gallas      | L     | 9 agosto 1992     | Germania             |
| 14 | Hiroko Hakuta     | S     | 20 settembre 1983 | Giappone             |

## Sinsheim
| N° | Nome                 | Ruolo | Data di nascita  | Nazionalità sportiva |
| -- | -------------------- | ----- | ---------------- | -------------------- |
| -  | Stefan Bräuer        | All   | -                | Germania             |
| 1  | Diana Castaño        | L     | 5 aprile 1983    | Spagna               |
| 2  | Marisa Field         | C     | 10 luglio 1987   | Canada               |
| 3  | Tammy Mahon          | S     | 4 novembre 1980  | Canada               |
| 4  | Kathrin Neumaier     | S     | 18 gennaio 1985  | Germania             |
| 5  | Jule Schneider       | L     | 13 febbraio 1986 | Germania             |
| 6  | Nora Götz            | C     | 12 agosto 1989   | Germania             |
| 7  | Katharina Stauß      | P     | 4 luglio 1988    | Germania             |
| 8  | Ann-Christin Quade   | S     | 15 gennaio 1992  | Germania             |
| 9  | Luise Mauersberger   | S/O   | 2 luglio 1990    | Germania             |
| 10 | Martina Jakubšová    | S     | 14 giugno 1988   | Rep. Ceca            |
| 11 | Jule Paul            | P     | 31 gennaio 1990  | Germania             |
| 12 | Marie Frick          | P     | 21 marzo 1985    | Francia              |
| 13 | Rebecca Schäperklaus | C     | 2 luglio 1992    | Germania             |
| 14 | Taru Alho            | S     | 19 aprile 1985   | Finlandia            |
| 16 | Ana Jakšić           | C     | 16 gennaio 1986  | Serbia               |

## VC Stoccarda
| N° | Nome              | Ruolo | Data di nascita  | Nazionalità sportiva |
| -- | ----------------- | ----- | ---------------- | -------------------- |
| -  | Jan Lindenmair    | All   | 22 novembre 1978 | Germania             |
| 2  | Vendula Adlerová  | S     | 24 aprile 1984   | Rep. Ceca            |
| 3  | Nadja Schaus      | C     | 18 novembre 1984 | Germania             |
| 5  | Kim Renkema       | S     | 28 giugno 1987   | Paesi Bassi          |
| 6  | Pia Walkenhorst   | S     | 15 novembre 1993 | Germania             |
| 7  | Sabrina Roß       | S/O   | 11 aprile 1980   | Germania             |
| 9  | Franziska Bremer  | C     | 27 giugno 1985   | Germania             |
| 10 | Doreen Engel      | P     | 8 febbraio 1982  | Germania             |
| 11 | Flore Gravesteijn | S     | 26 aprile 1987   | Paesi Bassi          |
| 12 | Tatjana Zautys    | S     | 4 maggio 1980    | Germania             |
| 13 | Anna Świętońska   | P     | 25 maggio 1980   | Polonia              |
| 18 | Evelyn Delogu     | L     | 6 febbraio 1981  | Brasile              |

## Suhl
| N° | Nome               | Ruolo | Data di nascita  | Nazionalità sportiva |
| -- | ------------------ | ----- | ---------------- | -------------------- |
| -  | Felix Koslowski    | All   | 18 marzo 1984    | Germania             |
| 1  | Lilly Schmidt      | L     | 18 agosto 1996   | Germania             |
| 2  | Susanne Lee        | S     | 21 marzo 1989    | Stati Uniti          |
| 3  | Marija Pucarević   | P     | 20 agosto 1990   | Serbia               |
| 4  | Hanna Kalinoŭskaja | C     | 15 maggio 1985   | Bielorussia          |
| 5  | Dominice Steffen   | S     | 17 dicembre 1987 | Germania             |
| 7  | Martina Útlá       | S     | 17 luglio 1985   | Rep. Ceca            |
| 9  | Ivana Isailović    | C     | 1º gennaio 1986  | Serbia               |
| 11 | Claudia Steger     | S     | 10 marzo 1990    | Germania             |
| 12 | Vendula Měrková    | S/O   | 3 marzo 1988     | Rep. Ceca            |
| 14 | Laura Dijkema      | P     | 18 febbraio 1990 | Paesi Bassi          |
| 15 | Christina Speer    | C     | 29 giugno 1987   | Germania             |
| 17 | Nikolina Kovacić   | S     | 30 aprile 1986   | Croazia              |
| 18 | Suzana Ćebić       | L     | 9 novembre 1984  | Serbia               |

## Wiesbaden
| N° | Nome              | Ruolo | Data di nascita  | Nazionalità sportiva |
| -- | ----------------- | ----- | ---------------- | -------------------- |
| -  | Andreas Vollmer   | All   | 30 luglio 1966   | Germania             |
| 1  | Martina Novotná   | S/O   | 26 maggio 1979   | Rep. Ceca            |
| 2  | Lucia Kaiser      | P     | 6 agosto 1992    | Germania             |
| 3  | Micheli Tomazela  | C     | 28 marzo 1984    | Brasile              |
| 4  | Vivien Weiß       | S     | 22 gennaio 1992  | Germania             |
| 5  | Martina Viestová  | P     | 21 maggio 1984   | Slovacchia           |
| 7  | Barbara Wezorke   | C     | 12 aprile 1993   | Germania             |
| 8  | Josephine Dörfler | S/O   | 9 luglio 1987    | Germania             |
| 9  | Julia Osterloh    | C     | 9 aprile 1986    | Germania             |
| 10 | Erika Carvalho    | L     | 29 aprile 1981   | Brasile              |
| 11 | Steffi Lehmann    | S     | 17 febbraio 1984 | Germania             |
| 12 | Ksenija Ivanović  | S     | 22 maggio 1986   | Montenegro           |
| 13 | Regina Burchardt  | S     | 1º luglio 1983   | Germania             |
| 14 | Natalia Cukseeva  | S     | 22 gennaio 1990  | Germania             |
| 15 | Dana Zajac        | L     | 26 ottobre 1994  | Germania             |